# Allevél
Az allevél a lomblevelek szintje alatt, gyakran a föld alatt kifejlődő levél. Korán állandósulnak, ezért fejletlenek, csökevényesek. Általában levéllemez és levélnyél nem alakul ki. Sokszor pikkely alakúak, tagolatlanok. Klorofillt nem tartalmaznak, ezért színtelenek vagy barnás színűek. Feladatuk a legtöbb esetben a hajtás, hajtáscsúcs (pl. rügy) védelme.
Az allevelek előfordulása:
- Allevelekből áll a hagymát alkotó húsos levélképlet.
- Ilyenek a rügyet védő hártyás rügytakarók vagy a keményebb rügypikkelyek. Ezek rügyfakadáskor rendszerint lehullanak.
- A parazita vagy más, fotoszintetizáló képességüket elvesztett növények a föld feletti szárukon csak allevelet növesztenek (például Cuscuta, Neottia, Epipogon, Coralliorrhiza, Orobanche, Monotropa, Lathraea).

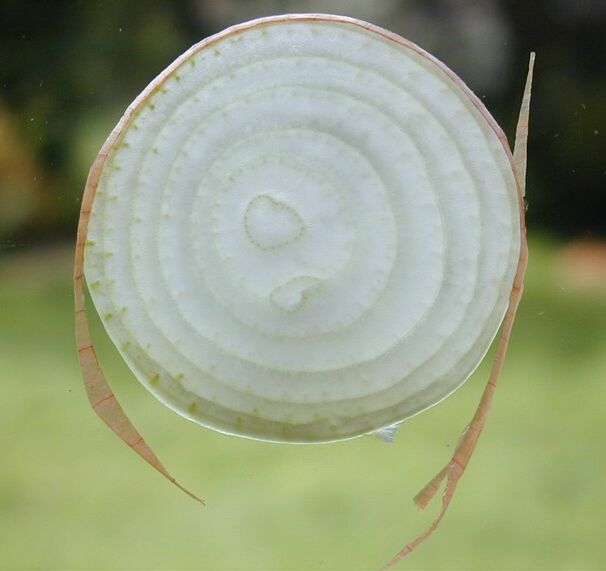
Hagyma keresztmetszete
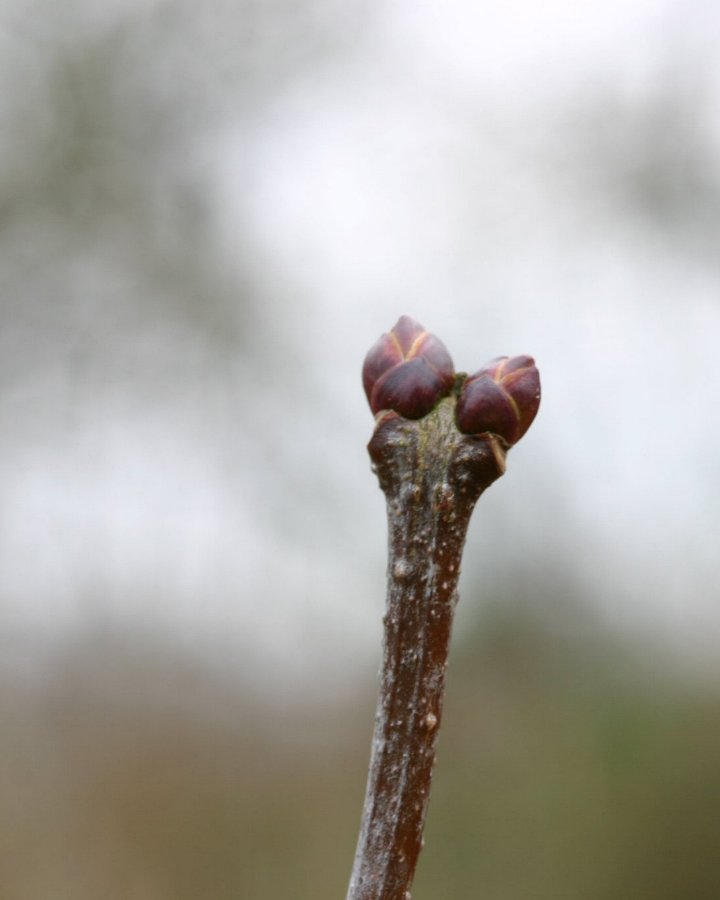
Közönséges orgona (Syringa vulgaris) rügypikkelyek
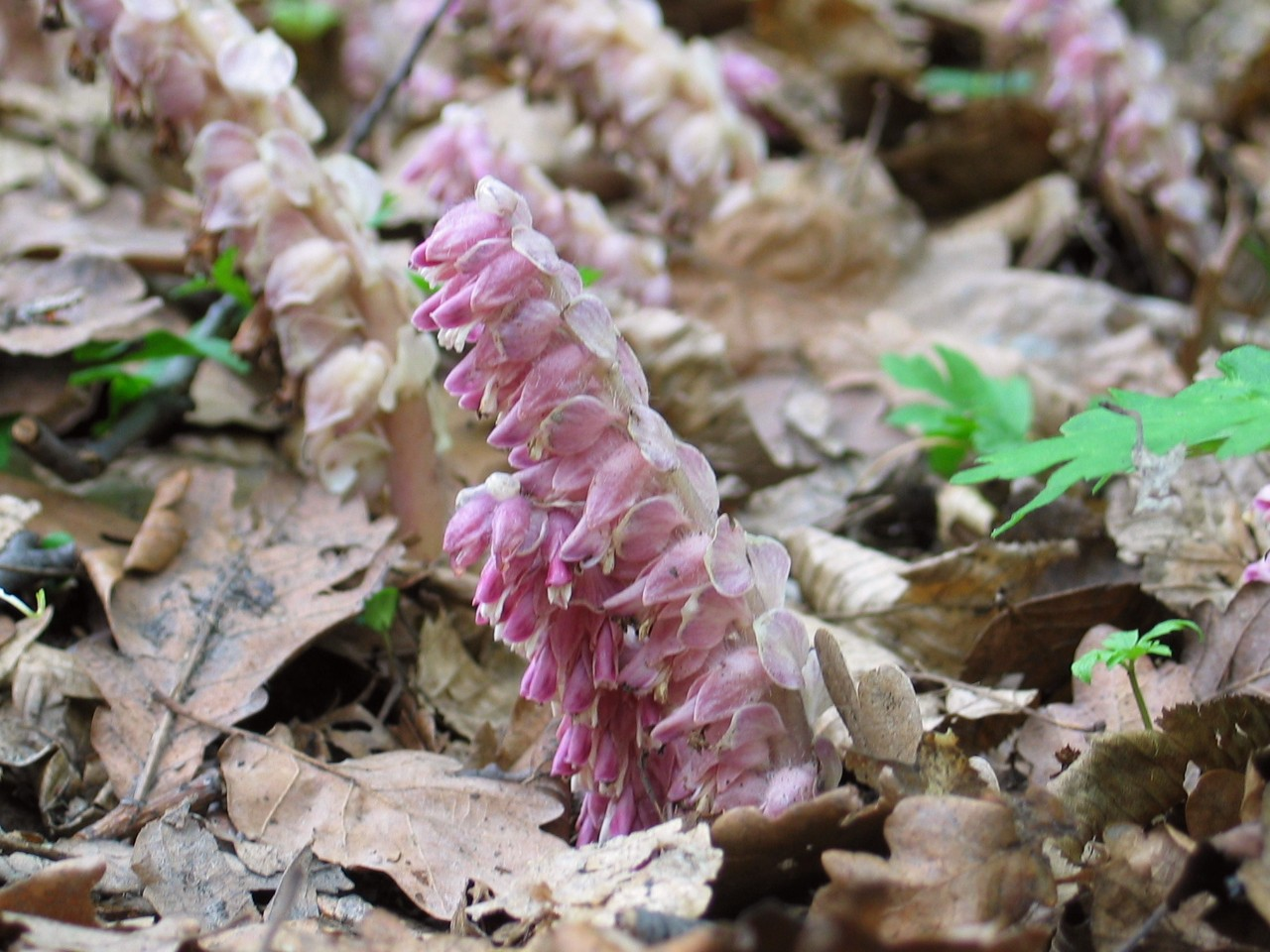
Kónya vicsorgó (Lathraea squamaria) klorofillt nem tartalmazó allevelei